# Live: Sold Out!
Live: Sold Out! (engl. für Live: Ausverkauft!) ist die zweite DVD der dänischen Metal-Band Volbeat. Sie erschien am 22. Februar 2008 via Mascot Records und erreichte Platz eins der dänischen Musik-DVD-Charts.

## Inhalt
Die erste DVD enthält 18 Lieder, die bei acht verschiedenen Konzerten mitgeschnitten wurden. Die Lieder wurden dabei so angeordnet, dass sie den Popularitätsaufschwung der Band widerspiegelt. Während die ersten Lieder bei Konzerten in kleinen Clubs entstanden, wo die Band vor wenigen hundert Zuschauern spielte, wurden die letzten Lieder in großen Hallen vor über tausend Zuschauern mitgeschnitten. Zwischendurch wurden Aufnahmen von den Festivals With Full Force und Summer Breeze verwendet. Sechs Lieder sind als so genannte „Mixclips“ vertreten, bei denen Aufnahmen von verschiedenen Konzerten zu sehen sind. Neben den Liveaufnahmen enthält die erste DVD die fünf bis zur Veröffentlichung der DVD gedrehten Musikvideos und eine Fotogalerie.
Auf der zweiten DVD ist eine etwa zweistündige Banddokumentation zu sehen, in der die Musiker ihre Bandgeschichte Revue passieren lassen, über ihre musikalischen Einflüsse reden und sich gegenseitig charakterisieren. Des Weiteren kommen Menschen aus dem Bandumfeld und Fans zu Wort.

## Titelliste
| Disc 1 | Disc 2 |
| --- | --- |
| Livevideos 1. Introduction 2. The Human Collection 3. Danny & Lucy (11 pm) 4. Caroline # 1 5. Radio Girl 6. Mr & Mrs Ness 7. Sad Man’s Tongue 8. A Moment Forever 9. Rebel Monster 10. Soulweeper 2 11. Devil and the Blue Cat’s Song 12. Soulweeper 13. Pool of Booze, Booze, Booza 14. Something Else or… 15. Awalys, Wu 16. Intro / Encore 17. I Only Want to Be With You 18. River Queen 19. The Garden’s Tale 20. Outroduction Musikvideos 1. I Only Want to Be With You 2. The Garden’s Tale 3. Soulweeper 4. Radio Girl 5. Sad Man’s Tongue Fotogalerie | Dokumentation 1. Introduction 2. Who is Volbeat? 3. Music favorites and influences 4. Songwriting 5. Famous in Denmark 6. On tour 7. The crew 8. The band and the crew performing on stage 9. Back to the 50’s 10. Favorite Volbeat songs 11. The life before Volbeat 12. Business people 13. True Volbeat fans 14. Dreams come true 15. After the tour 16. Back to Denmark 17. Grande finale at Store Vega 18. Outroduction |

## Rezeption
Die DVD erhielt von der Fachpresse unterschiedliche Kritiken. Rezensent David vom Onlinemagazin Metal.de bemängelte vor allem die „hektischen Schnitte der Liveaufnahmen“, wodurch „jegliche Chance ausgeräumt wird, ein gutes und komplettes Konzertgefühl aufkommen zu lassen – was bei einer Liveband wie VOLBEAT töricht“ sei. Dafür lobte er, dass die DVD viel Material für wenig Geld bietet und vergab sieben von zehn Punkten. Ähnlich äußerte sich Michael Edele vom Onlinemagazin Laut.de, der die Dokumentation der zweiten DVD lobte.